# Upplands runinskrifter 1092
Upplands runinskrifter 1092 är en runristning i Bälinge socken i Uppland som står vid vägkanten av Nyvlavägen, där vägen övergått i grusväg efter att ha lämnat samhället. Ristningen är utförd på två sidor av stenen men runorna finns endast på den västra delen. På stenens norra smalsida finns också ornamentik i form av smala, sig omkring varandra slingrade ormar. Dessutom fortsätter ben och fot på det rundjur som är ristat på stenens bredsida på smalsidans yta. Ornamentiken är ytligt, nästan skissartat huggen och p.g.a. stenytans vittring svårtydbar. Stenens form ger ett intryck av att ha avsiktligen formats till rektangulär form. År 1863 användes stenen som en grindstolpe i närheten av Grenberget. Med tiden brast stenen i två delar och 1948 lagades den på nytt av Riksantikvarieämbetet.
Informationsskylten vid stenen uppger inte vad som står skrivet men meddelar följande: Namnet Osniken, som är belagt några gånger i runinskrifterna, är troligen ett tilltalsnamn med betydelsen 'den frikostige'. Namnet Store är också det ett tillnamn med betydelsen 'den store'. Stenen är troligen ett verk av runmästaren Kjule, som ristat några stenar i norra Uppland.
Runstenen flyttades till nuvarande plats år 1863 och var tidigare rest på östra sluttningen av Grenberget, ca 300 m NNV om den plats, där den nu står. Krokarna efter grinden togs bort år 1948. Stenen är skyltad och uppmålad år 1976, sedan uppmålad år 2000.

## Källor

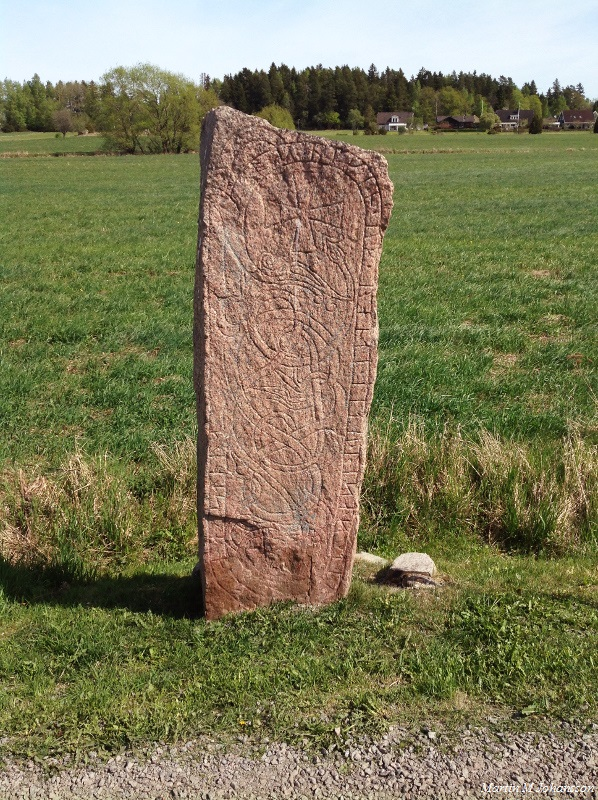
Runsten U1092.

## Inskriften
Translitterering av runraden:
osnikin ' uk ' ranti ' litu ÷ risa ÷ stin þina ' at ' stora
Normalisering till runsvenska:
Osnikinn ok Randi/Randvi letu ræisa stæin þenna at Stora.
Översättning till nusvenska:
Osniken och Rande läte resa denna sten efter Store.